# Callona thoracica
Callona thoracica är en skalbaggsart som först beskrevs av White 1853.  Callona thoracica ingår i släktet Callona och familjen långhorningar.
Artens utbredningsområde är Honduras. Inga underarter finns listade.